# Lijst van burgemeesters van Hofwegen
Dit is een lijst van burgemeesters van de voormalige Nederlandse gemeente Hofwegen tot die gemeente in 1855 fuseerde met Bleskensgraaf tot de gemeente Bleskensgraaf en Hofwegen.
| Ambtsperiode | Naam burgemeester                       | Partij of stroming | Bijzonderheden |
| ------------ | --------------------------------------- | ------------------ | --- |
| 18?? - 1850  | Adrianus (A.) Slotemaker                |                    | tevens burgemeester van Molenaarsgraaf |
| 1850 - 1852  | Jan Adrianus van Hattem                 |                    | tevens burgemeester van Wijngaarden en Sliedrecht |
| 1852 - 1853  | Willem Cornelis van den Brandeler       |                    | tevens burgemeester van Molenaarsgraaf, Brandwijk, Bleskensgraaf (alle drie 1850-1853), Wijngaarden (1852-1853), later burgemeester van onder andere Leiden |
| 1853 - 1854  | Nicolaas Ahazuerus Cornelis Slotenmaker |                    | tevens burgemeester van Molenaarsgraaf, Brandwijk, Wijngaarden en Bleskensgraaf                                                                             |